# Mai una signora
Mai una signora è il 9º album di Patty Pravo, pubblicato dalla casa discografica RCA Italiana nell'aprile 1974.
Tutti i brani sono firmati da Maurizio Monti per i testi e Giovanni Ullu per le musiche.

## Descrizione
Sull'onda del successo di Pazza idea, la Pravo continuò a collaborare con gli autori Maurizio Monti e Giovanni Ullu, realizzando un album che, anche se meno venduto del precedente, raggiunse il primo posto delle hit parade nella primavera del 1974, mantenendo la posizione per due mesi e risultando il terzo album più venduto dell'anno.
La canzone Un amore assoluto, previsto con il titolo di Athena e testo in inglese, venne modificato ed inciso in lingua italiana, perdendo probabilmente parte del suo carisma.
Il brano d'apertura Quale signora venne bandito dalle radio perché dedicato ad argomenti delicati come quelli della maternità e della pillola anticoncezionale, anche se venne inserito nei juke-box, ed al suo posto, per la promozione dell'album venne scelto La valigia blu.
La scaletta completa dell'album doveva comprendere anche i brani Sono io e Radio scritti, come tutti gli altri, da Maurizio Monti e Giovanni Ullu. L'intero album fu sottoposto a censura, ma diversamente da altri brani i cui testi furono rimaneggiati o riscritti, Radio e Sono io furono pubblicati solo successivamente col testo originale. 

## Tracce

### Lato A
1. Quale signora – 5:27 (testo: Maurizio Monti – musica: Giovanni Ullu) –  Arrangiamento di Giovanni Ullu
2. La valigia blu – 3:14 (testo: Maurizio Monti – musica: Giovanni Ullu) –  Arrangiamento di Luis Bacalov
3. Autobus – 3:29 (testo: Maurizio Monti – musica: Giovanni Ullu)
4. Un amore assoluto – 5:23 (testo: Maurizio Monti – musica: Giovanni Ullu)

### Lato B
1. Come un Pierrot – 4:32 (testo: Maurizio Monti – musica: Giovanni Ullu) –  Arrangiamento di Luis Bacalov
2. Carezze tutti i giorni – 3:11 (testo: Maurizio Monti – musica: Giovanni Ullu)
3. La prigioniera – 4:57 (testo: Maurizio Monti – musica: Giovanni Ullu) –  Arrangiamento di Giovanni Ullu
4. Quasi magia – 3:31 (testo: Maurizio Monti – musica: Giovanni Ullu)

## Formazione
- Patty Pravo – voce
- Alberto Visentin – tastiera, organo Hammond, Fender Rhodes, pianoforte, sintetizzatore, eminent, mellotron
- Luciano Ciccaglioni – chitarra acustica, chitarra elettrica
- Olimpio Petrossi – chitarra elettrica, chitarra classica, chitarra a 12 corde
- George Sims – chitarra elettrica, chitarra classica, chitarra a 12 corde
- Franco Di Stefano – batteria, percussioni
- Alberto Mompellio – tastiera, organo Hammond, pianoforte, sintetizzatore, Fender Rhodes, eminent, mellotron
- Roger Smith – basso, chitarra elettrica, violoncello
- Giovanni Ullu – tastiera, organo Hammond, eminent, mellotron, pianoforte, Fender Rhodes, sintetizzatore, chitarra elettrica, chitarra classica, chitarra a 12 corde
- Roberto Colombo – tastiera, pianoforte, Fender Rhodes, sintetizzatore
- Alberto Camerini – chitarra elettrica, chitarra classica, chitarra acustica, chitarra a 12 corde
- Gigi Belloni – basso, chitarra elettrica, violoncello
- Flaviano Cuffari – batteria, percussioni
- Tony Marcus – violino

## Vendite
Raggiunse la 1ª posizione della hit-parade, risultando il 3º album più venduto dell'anno.